# Świdnica (stad)
Świdnica (Duits: Schweidnitz) is een stad met 59.384 inwoners (2010) in het Poolse woiwodschap Neder-Silezië. De stad ligt aan de Bystrzyca Świdnicka en is de hoofdplaats van de powiat Świdnicki.
In Świdnica bevindt zich een van de twee nog bestaande Vredeskerken die na de Vrede van Westfalen door de lutheranen in Silezië werden gebouwd. Het bouwwerk werd in 1655 voltooid en is de grootste vakwerkkerk van Europa. Samen met de Vredeskerk van Jawor staat de kerk op de Werelderfgoedlijst.

## Geschiedenis
‘Swidnitz’ werd al in 1243 genoemd als behorend tot het hertogdom Breslau, en als derde stedelijke vestiging in Silezië voorzien van Duits stadsrecht, bemuurd en van een burcht voorzien. De vestiging van een gerecht en een munt vonden even later plaats. Na uitsterven van het hertogengeslacht kwam het hertogdom Schweidnitz in 1368 als leen onder de koning van Bohemen, een rooms koning van het Duitse Rijk.
De stad bouwde naast een stadhuis verschillende gildehuizen voor de meer dan duizend handwerkers die zich met regels voor productiekwaliteit organiseerden binnen hun vak. Het stadhuis werd vele malen door brand verwoest en kreeg in 1852 zijn definitieve en huidige vorm. 
In de 16de eeuw ontwikkelde de stad zich met 5.000 inwoners tot in grootte de tweede van Silezië, na Breslau. Ze ging al in 1522 over tot de reformatie, hoewel het katholicisme niet verboden werd. In 1629 werden de verhouding wat dat betreft omgedraaid. De stad en Silezië stonden sinds 1526 onder de Habsburgers, toen die koningen van Bohemen waren geworden en gaandeweg dwongen zij steeds nadrukkelijker de voorrang van de rooms-katholieke kerk af. Na 1622 kregen in de stadsraad alleen katholieken nog een plaats. De Dertigjarige Oorlog (1619-1648) bracht verwoestingen en teruggang van de bevolking met zich mee. In hun onderlinge strijd vestigden keizerlijk-Habsburgse en Zweedse troepen in elkaar afwisselende bezettingen hun militaire basis in de stad. Niettemin zou ook na de oorlog nog steeds twee derde deel van de bevolking luthers blijven, al verloren zij al hun kerken. Even buiten de stad mocht de lutherse burgerij, na de vredessluiting, in 1656 een houten kerk bouwen, een zogenaamde ‘Friedenskirche’ (vredeskerk). Die van Schweidnitz is de grootste kerkelijke vakwerkbouw in Europa; ze kon alle gemeenteleden van de lutherse kerk ter plaatse bevatten. In 1741 veroverden de Pruisen Schweidnitz maar het duurde nog ruim twintig jaar voordat de stad definitief Pruisisch kon worden omdat Habsburgs-Oostenrijkse troepen een aantal malen, hoewel met tijdelijk succes, de stad bezetten. Na 1763 kwam daaraan een einde en bouwde het Pruisische leger nieuwe vestingwerken en forten om de stad heen. Na 1844 kwamen aansluitingen op het spoorwegnet en kon industrialisatie plaats gaan vinden en dan met name in de machinebouw. De bevolking groeide in de 19de eeuw van tien naar dertigduizend inwoners.
Na de Eerste Wereldoorlog  werd het stadsgebied vergroot met omringende dorpen en voor de Tweede Wereldoorlog kon zo het aantal van bijna 40.000 inwoners bereikt worden.
In februari 1945 trok het Sovjet-leger de stad binnen zonder schade aan te richten. Daarna volgden wel plunderingen en brandstichting. De Duitse bevolking werd vervolgens gedeporteerd naar Duitsland. Nieuwe Poolse bewoners namen hun plaats in. In 1960 woonden er weer evenveel mensen als voor de oorlog. Het bevolkingsaantal liep op tot bijna 60.000 in 1990 maar stagneerde daarna. Swidnica behoort tot de weinige steden in Silezië die hun vooroorlogse uiterlijk hebben bewaard. De lutherse vredeskerk is een werelderfgoed monument. Deze is in bezit van de Poolse lutherse kerk, hoewel de lutherse gemeente ter plaatse nagenoeg is verdwenen. 
In 2004 werd Świdnica de zetel van een rooms-katholiek bisdom.

## Geboren
- Johannes Hoffmann von Schweidnitz (ca. 1375–1451), theoloog en rector aan de universiteiten van Praag en Leipzig, bisschop van Meissen
- Thomas Stoltzer (ca. 1475–1526), renaissance componist
- Christoph Irenäus (ca. 1522–1595), orthodox luthers reformator
- Johann Christoph Glaubitz (1700–1767), architect werkzaam in de Baltische landen
- Johann Siegmund Hahn (1696–1773), grondlegger van de Kneipp waterkuur
- Hermann von Vietinghoff (1829–1905), Pruisisch en keizerlijk generaal
- Hubert Schmundt (1888–1984), admiraal in de ‘Kriegsmarine’
- Peter Adolf Thiessen (1899–1990), voor 1945 directeur van de ‘Kaiser-Wilhelm-Gesellschaft’ en daarna van de ‘Akademie der Wissenschaften’ van de DDR
- Heinz Starke (1911–2001), CDU-minister van financiën in de Bondsregering
- Bartosz Huzarski (1980), wielrenner

## Zustergemeenten
- Biberach an der Riss (Duitsland, sinds 1990)
- Police nad Metují (Tsjechië, sinds 1994)
- Trutnov (Tsjechië, sinds 1998)
- Kazincbarcika (Hongarije, sinds 1999)
- Tendring District (Groot-Brittannië, sinds 1999)
- Nizyn (Oekraïne, sinds 2001)
- Švenčionių rajonas (Litouwen, sinds 2002)
- Ivano-Frankivsk (Oekraïne, sinds 2008)
- Maldegem (België, sinds 26 mei 2012)

Historisch centrum van Krakau · Koninklijke Wieliczka- en Bochnia-zoutmijnen · Auschwitz-Birkenau: Duits naziconcentratie- en -vernietigingskamp · Woud van Białowieża · Historisch centrum van Warschau · Oude stad Zamość · Middeleeuwse stad Toruń · Kasteel van de Duitse ridderorde in Malbork · Kalwaria Zebrzydowska: maniëristisch architectuur-en parklandschapcomplex en bedevaartspark · Vredeskerken in Jawor en Świdnica · Houten kerken van zuidelijk Małopolska · Muskauer Park / Park Muzakowski · Hala Stulecia in Wrocław · Houten tserkva's van de Karpaten in Polen en Oekraïne· Lood-zilver-zinkmijn van Tarnowskie Góry en haar ondergrondse waterbeheersysteem · Prehistorische mijnstreek van gestreepte vuursteen van Krzemionki · Oude en voorhistorische beukenbossen van de Karpaten en andere regio's van Europa
Stadsdistricten:
Wrocław · Jelenia Góra · Legnica · Wałbrzych

Districten:
Bolesławiec · Dzierżoniów · Głogów · Góra · Jawor · Kamienna Góra · Karkonosze · Kłodzko · Legnica · Lubań · Lubin · Lwówek Śląski · Milicz · Oleśnica · Oława · Polkowice · Środa Śląska · Strzelin · Świdnica · Trzebnica · Wałbrzych · Wołów · Wrocław · Ząbkowice Śląskie · Zgorzelec · Złotoryja

Grootste steden:
Bielawa · Bolesławiec · Dzierżoniów · Głogów · Jelenia Góra · Legnica · Lubin · Oleśnica · Świdnica · Wałbrzych · Wrocław · Zgorzelec